# Homer Badman
«Homer Badman» (рус. Гомер — плохой человек), также известный, как «Homer: Bad Man» (рус. Гомер: плохой человек) — девятая серия шестого сезона мультсериала «Симпсоны».

## Сюжет
Гомер и Мардж уезжают на конфетный съезд, нанимая няней Барта, Лизы и Мэгги Эшли Грант, феминистскую аспирантку. На съезде Мардж, одетая в негабаритный плащ, и Гомер крадут столько конфет, сколько может поместиться в карманы Мардж, в том числе и редкую тянучку в форме Венеры Милосской.
В ту ночь Гомер ищет среди краденного Венеру Милосскую, но не находит. Мардж уговаривает Гомера подвезти до дома Эшли, и Гомер неохотно соглашается. Когда Эшли выходит из машины, Гомер видит, что на брюки Эшли прилипла Венера Милосская. Гомер невинно отдирает конфету, после чего Эшли видит похотливую слюну Гомера, пущенную из-за конфеты. Искажая его голод и слюну, она решает, что это сексуальное домогательство, спланированное заранее. Она с ужасом выбегает из машины, в то время, как Гомер радостно съедает конфету.
На следующее утро протестующая толпа, во главе с Эшли, топчется на газоне Симпсонов и обвиняет Гомера в сексуальных домогательствах к Эшли. Гомер пытается всё объяснить толпе, но толпа не хочет слушать его историю. Таблоид «Голые факты» просит интервью у Гомера, и он соглашается, решив, что так он восстановит своё доброе имя. Однако интервью Гомера сильно изменяют, из-за чего Гомер изображён в ней как извращенец. Дела идут всё хуже и хуже, и СМИ начинают слежку за домом Гомера, наблюдая, как семья смотрит телевизор, и Мардж выгоняет кошку. Лиза и Мардж предлагают Гомеру рассказать эту историю через общественное кабельное телевидение. Мечта Гомера осуществляется, но его почти никто не смотрит.
Тем не менее, Садовник Вилли увидел эту передачу и приходит к Симпсонам с видеокассетой, где записано, что на самом деле было между Гомером и Эшли. Оказывается, что хобби Вилли снимать пары в машинах, и он заснял и Гомера с Эшли. Эшли, посмотрев кассету, приносит свои извинения Гомеру. «Голые факты» тоже приносят извинения Гомеру в начале программы. В следующем выпуске они показывают Вилли отвратительным вуайеристом, и Гомер заявляет, что он — это зло (по словам Мардж — раз он помог Гомеру доказать, что он невиновен, то Вилли обвинили в злоутреблении видео ради секса, значит, что Вилли в следующий раз не поможет никому, чтобы люди помнили, каково быть виноватым по своей глупости и глупости толпы). Мардж спрашивает, научила ли его чему-нибудь эта история. На вопрос Гомер отвечает: «Нет», после чего обнимает телевизор.

## Культурные отсылки
- Последовательность событий на фабрике пародирует все боевики с Брюсом Уиллисом.
- Решение Гомера уехать от СМИ на дно моря и фантазия на эту тему — пародия на песню «Under the Sea» из мультфильма «Русалочка». Дэвид Миркин сказал, что он считает фантазию смешной, потому что Гомер съедает персонажей «Русалочки».
- В новостях Вилли назван, как «„Роуди“ Родди Пипер», что является пародией на имя рестлера «„Роуди“ Родди Пайпер».
- «Голые факты» и СМИ Спрингфилда пародируют передачи «Твёрдая копия», «Позднее шоу с Дэвидом Леттерманом» и «Шоу Салли Джесси Рафаел», а также наблюдение СМИ за Симпсонами пародирует освещение СМИ дела О. Джей Симпсона.

## Отношение критиков и публики
По словам, Дэвида Миркина этот эпизод пользуется большой популярностью среди поклонников. «Entertainment Weekly» в топе 25 лучших эпизодов «Симпсонов», опубликованном в 2003 году, эпизод занял восемнадцатое место. «The Quindecim», колледжская газета, в своём топе-25 поставила его на пятнадцатое место. The Daily Telegraph написал, что это одна из десяти лучших серий.